# Ahuacatlán (Nayarit)
Ahuacatlán es una localidad mexicana, cabecera del municipio homónimo, ubicada en el estado de Nayarit. Ahuacatlán etimológicamente significa "Lugar de Aguacates" (del náhuatl āhuac- aguacate y -tlan 'lugar, sitio').
Uno de los personajes más importantes nacidos en la localidad es el padre del federalismo mexicano y fundador del estado de Jalisco, Prisciliano Sánchez, quien vio la primera luz el 4 de enero de 1783[cita requerida].

## Toponimia
Ahuacatlán significa "lugar donde abunda el aguacate", proviene del nahuat "tlan que significa sitio y "ahua" que significa aguacate.

## Historia
Según la tradición, este municipio se asentó en la región donde mayor concentración existía de la arquitectura subterránea denominada Tumbas de Tiro entre los años 200 a. C. y 600 d. C.; un ejemplo es la Tumba de Tiro encontrada en el sitio Las Cebollas; que guardaba 2 esqueletos humanos junto con 83 vasijas de cerámica, algunas figurillas sólidas y huecas de estilo chinesco, una maqueta, flautas y artefactos de concha; así como 125 caracoles. Además de la importancia que por sí misma reviste esta tradición, sobre el ritual a sus dioses y a sus muertos; los objetos encontrados dan testimonio, de una actividad de intercambio entre los habitantes de esa época. 
Por lo que respecta a la tradición Aztatlán, en estas tierras se estableció el Señorío Ahuacatlán, pequeño en territorio y poderío político, pero que tenía a varios pueblos sujetos. Se dice que hablaban una lengua cazcana o xuchipilteca. De esta época datan los petroglifos que existen en las localidades de La Campana y El Terrero.  
Ahuacatlán fue fundado por la tribu Nahoa, en su peregrinar hacia el centro del Anáhuac. Miembros de esta tribu que ya no deseaban continuar la marcha se quedaron bajo el mando de Huaxicar. Este lugar también fue puerta de entrada y paraje del conquistador Nuño Beltrán de Guzmán en 1529. 
Antes que llegaran los españoles a estos lugares y que repartieran la tierra entre sus gentes, Ahuacatlán ya era un importante lugar de paso y punto de intercambio de los distintos pueblos que en esta región habitaban. El aumento de la población pronto se encargaría de motivar a los padres de la Orden de San Francisco para que en el año de 1550, se fundara un convento; en él se procuraría, además de evangelizar, promover algunos oficios y avanzar en el terreno educativo. 
Hasta mediados del siglo XIX, Ahuacatlán permaneció como uno de los más importantes núcleos de población en el sur de Nayarit. Sus habitantes por muchos años se dedicaron al comercio, la arriería y la agricultura. Lo anterior no era gratuito, ya que el gran Camino Real, que se encargaba de unir a Guadalajara con el puerto de San Blas, cruzaba por el corazón de la villa.  
La cabecera municipal de Ahuacatlán, no presenta una gran concentración demográfica, debido a que los principales núcleos ejidales crecieron rápidamente desde su fundación hasta nuestros días. De 1950 hasta la actualidad, Tetitlán, Uzeta y Santa Isabel, han logrado concentrar un conjunto de población, que casi iguala a la localidad de Ahuacatlán.

## Geografía
La localidad de Ahuacatlán se ubica en el este del municipio homónimo, en el sur de Nayarit. Se encuentra a una altura media de 999 m s. n. m.

### Clima
En Ahuacatlán predomina mayormente el clima cálido subhúmedo; en el noreste de la localidad predomina el clima semicálido subhúmedo. Tiene una temperatura media anual de 23.0 °C y una precipitación media anual de 886.2 mm.
| Parámetros climáticos promedio de Ahuacatlán, Nayarit | Parámetros climáticos promedio de Ahuacatlán, Nayarit | Parámetros climáticos promedio de Ahuacatlán, Nayarit | Parámetros climáticos promedio de Ahuacatlán, Nayarit | Parámetros climáticos promedio de Ahuacatlán, Nayarit | Parámetros climáticos promedio de Ahuacatlán, Nayarit | Parámetros climáticos promedio de Ahuacatlán, Nayarit | Parámetros climáticos promedio de Ahuacatlán, Nayarit | Parámetros climáticos promedio de Ahuacatlán, Nayarit | Parámetros climáticos promedio de Ahuacatlán, Nayarit | Parámetros climáticos promedio de Ahuacatlán, Nayarit | Parámetros climáticos promedio de Ahuacatlán, Nayarit | Parámetros climáticos promedio de Ahuacatlán, Nayarit | Parámetros climáticos promedio de Ahuacatlán, Nayarit |
| Mes                                                   | Ene.                                                  | Feb.                                                  | Mar.                                                  | Abr.                                                  | May.                                                  | Jun.                                                  | Jul.                                                  | Ago.                                                  | Sep.                                                  | Oct.                                                  | Nov.                                                  | Dic.                                                  | Anual                                                 |
| ----------------------------------------------------- | ----------------------------------------------------- | ----------------------------------------------------- | ----------------------------------------------------- | ----------------------------------------------------- | ----------------------------------------------------- | ----------------------------------------------------- | ----------------------------------------------------- | ----------------------------------------------------- | ----------------------------------------------------- | ----------------------------------------------------- | ----------------------------------------------------- | ----------------------------------------------------- | ----------------------------------------------------- |
| Temp. máx. abs. (°C)                                  | 36.0                                                  | 37.5                                                  | 38.5                                                  | 40.5                                                  | 41.0                                                  | 40.5                                                  | 39.0                                                  | 38.0                                                  | 37.0                                                  | 38.0                                                  | 39.0                                                  | 37.0                                                  | 41.0                                                  |
| Temp. máx. media (°C)                                 | 28.0                                                  | 29.5                                                  | 31.6                                                  | 33.8                                                  | 35.1                                                  | 33.8                                                  | 31.2                                                  | 31.3                                                  | 31.1                                                  | 30.9                                                  | 29.9                                                  | 27.9                                                  | 31.2                                                  |
| Temp. media (°C)                                      | 18.6                                                  | 19.6                                                  | 21.0                                                  | 23.2                                                  | 25.2                                                  | 26.7                                                  | 25.6                                                  | 25.6                                                  | 25.6                                                  | 24.2                                                  | 21.3                                                  | 19.2                                                  | 23.0                                                  |
| Temp. mín. media (°C)                                 | 9.2                                                   | 9.6                                                   | 10.4                                                  | 12.6                                                  | 15.3                                                  | 19.6                                                  | 19.9                                                  | 19.9                                                  | 20.0                                                  | 17.6                                                  | 12.8                                                  | 10.6                                                  | 14.8                                                  |
| Temp. mín. abs. (°C)                                  | 0.1                                                   | 1.0                                                   | 1.0                                                   | 4.5                                                   | 7.0                                                   | 9.5                                                   | 13.0                                                  | 12.0                                                  | 11.5                                                  | 7.0                                                   | 4.0                                                   | 1.2                                                   | 0.1                                                   |
| Precipitación total (mm)                              | 16.4                                                  | 9.4                                                   | 4.4                                                   | 3.9                                                   | 12.5                                                  | 161.0                                                 | 254.9                                                 | 196.8                                                 | 155.1                                                 | 48.7                                                  | 10.3                                                  | 12.8                                                  | 886.2                                                 |
| Días de precipitaciones (≥ 1 mm)                      | 1.5                                                   | 1.1                                                   | 0.4                                                   | 0.3                                                   | 1.1                                                   | 11.3                                                  | 18.8                                                  | 16.3                                                  | 13.2                                                  | 5.3                                                   | 1.3                                                   | 1.9                                                   | 72.5                                                  |
| Fuente: Servicio Meteorológico Nacional               |                                                       |                                                       |                                                       |                                                       |                                                       |                                                       |                                                       |                                                       |                                                       |                                                       |                                                       |                                                       |                                                       |

## Actividades económicas
En Ahuacatlán la principal fuente de ingresos radica en la agricultura y ganadería seguidas muy de cerca por el comercio. Existen algunas pequeñas y medianas empresas entre las que sobresalen una fábrica de ataúdes de madera y una productora y exportadora de miel de abeja.
Localmente también circula efectivo por la prestación de servicios, el comercio no establecido, pequeñas empresas constructoras etc.
En los últimos años de esta década (2001-2010), se ha mejorado y expandido la producción de fruta principalmente de limón, por lo que asociaciones de productores llevaron a cabo la creación de empacadoras y exportadoras(3) Y a partir de su inclusión en la "Denominación de Origen" para producir tequila, también se han formado asociaciones para producirlo desde la siembra del agave hasta su presentación final como tequila. Una de ellas el tequila SaraLuz con tres presentaciones, blanco, reposado y añejo.
En el ejido de Santa Isabel uno de los más desarrollados del municipio, la principal actividad económica es el cultivo de caña de azúcar, maíz, ganadería y el comercio donde se destacan los locales pintorescos al borde de la carretera internacional y que ofrecen productos y objetos hechos artesanalmente por sus pobladores.

## Personas destacadas
- Prisciliano Sánchez Padilla (1783-1826), primer gobernador de Jalisco (de 1825 a 1826) cuando este se convierte en estado. Fue también uno de los principales defensores del federalismo.

- Yuridia Durán Miss México Internacional